# ثمرة ليمونية

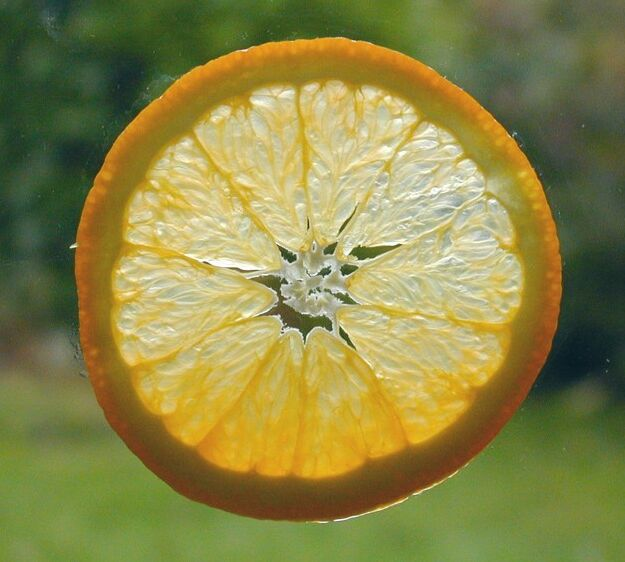

الثمرة الليمونية (بالإنجليزية: Hesperidium)‏ مصطلح في علم النبات يطلق على ثمرة أشجار البرتقال والليمون واليوسفي ومجموعة الحمضيات ضمن الفصيلة السذابية. الثمرة بسيطة محاطة بقشرة سميكة تحتوي غدداً زيتية.